# خطابیه
خَطّابیّه نام فرقه‌ای غالی از شیعیان که توسط ابوالخطّاب در کوفه پایه‌گذاری شد. ابوالخطاب مدعی بود که جعفر صادق، امام ششم شیعیان، او را به عنوان وصی خود انتخاب کرده و اسم اعظم خدا را به او یاد داده‌است. او ابتدا مورد تشویق جعفر صادق قرار گرفت ولی بعدها توسط او رد و لعن گردید و در نتیجه پیروانش به چندین فرقه کوچک‌تر تقسیم شدند.

## عقاید
ادعاهای ابوالخطاب به مرور زمان تغییر پیدا کرد:
1. او ابتدا ادعا کرد جعفر صادق او را به عنوان وصی خود انتخاب کرده و اسم اعظم خدا را به او یاد داده‌است.
2. سپس از نبوت امامان سخن گفت. محمد تقی، امام نهم امامیه، این اعتقاد او را ناشی از خلط میان محدث و نبی دانسته‌است.
3. سپس محمد بن عبدالله و امامان شیعه را خدا خواند.
4. پس از طرد شدن توسط جعفر صادق، خود را خدا خواند.

گروهی که به پیروی از ابوالخطاب ادامه دادند او را پیامبری برگزیده از طرف جعفر صادق دانستند، و جعفر صادق را خدا می‌دانستند. آنان بر این عقیده بودند که در هر زمان باید دو پیامبر وجود داشته‌باشد: یکی ناطق (سخن‌گو) و دیگری صامت (بی‌صدا). در زمان محمد بن عبدالله او پیامبر ناطق بود و علی بن ابی طالب پیامبر صامت؛ در عصر جعفر صادق نیز او را پیامبر ناطق می‌دانستند و ابوالخطاب را پیامبر صامت.
خطابیه تمام پیامبر-امامان را خدا می‌دانستند و عقیده به حلول داشتند: به این معنی که روح خدا در کالبد جسمانی این افراد حلول کرده‌است.
خطابیه بر این باور بودند که ابوالخطاب بار وظایف شرعی را از دوش آنان برداشته و احکام قرآن را فقط در مورد اشخاصی خاص تفسیر می‌کردند. آنان شهادت دروغ به نفع هم‌کیشانشان را مشروع می‌دانستند.

## سرانجام
به رغم وعدهٔ ابوالخطاب به پیروانش در مورد پیروزی در جنگ با عیسی بن موسی، همهٔ آنان به جز یک تن کشته شدند و خود وی نیز دستگیر شد. او این شکست را به کمک وقوع بداء در علم الهی توجیه کرد. او سپس به دار آویخته شد. البته به عقیدهٔ برخی از پیروانش، او و یارانش کشته یا مجروح نشدند، بلکه از دیده‌ها پنهان شدند و ابوالخطاب به شکل فرشته‌ای درآمد.